# Reprodukční lékařství

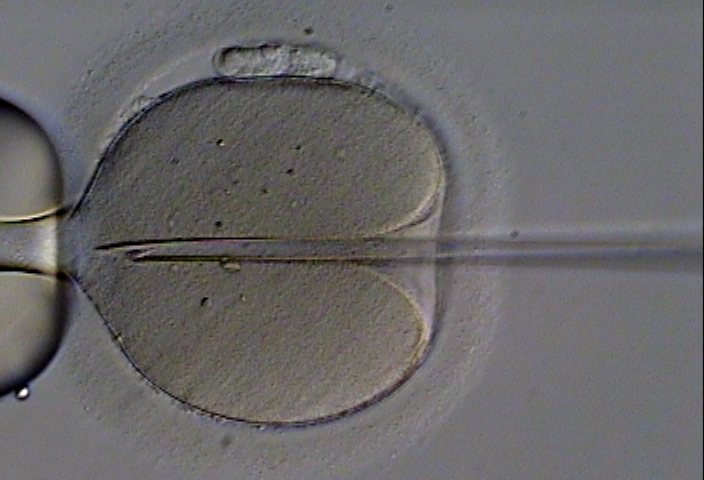
Umělé oplodnění

Reprodukční lékařství či reproduktivní lékařství, také reprodukční medicína či reproduktivní medicína, je lékařský obor, zabývající se prevencí, diagnostikou a léčbou problémů s reprodukcí. Mezi jeho cíle patří zlepšení nebo udržení reprodukčního zdraví a umožnit lidem mít děti tehdy, kdy budou chtít. Je založeno na znalosti reprodukční anatomie, fyziologie a endokrinologie a zahrnuje též relevantní aspekty molekulární biologie, biochemie a patologie.

## Působnost
Reproduktivní lékařství řeší otázky sexuální výchovy, puberty, plánování rodiny, antikoncepce, neplodnosti, nemocí rozmnožovací soustavy (včetně sexuálně přenosných nemocí) a sexuální dysfunkce. U žen reproduktivní lékařství rovněž pokrývá menstruaci, ovulaci, těhotenství a menopauzu, stejně jako gynekologické poruchy, které ovlivňují plodnost.
Pole působnosti reproduktivního lékařství se do jisté míry překrývá s gynekologií a porodnictvím, urologií, genitourinárním lékařstvím, endokrinologií, dětskou endokrinologií, genetikou a psychiatrií.

## Metody
V rámci vyšetření pacientů jsou používány zobrazovací techniky a laboratorní metody. Léčebné metody zahrnují poradenství, farmakologii (například léky na plodnost), chirurgii a další metody. Jednou z metod reproduktivního lékařství je i umělé oplodnění (oplodnění in vitro).